# Краснов, Дани
Дани (Евгений) Краснов (ивр. דני קרסנוב‎; род. 27 мая 1970 или 25 мая 1970, Москва) — израильский легкоатлет советского происхождения, специалист по прыжкам с шестом. Выступал за сборную Израиля по лёгкой атлетике в 1990-х годах, победитель и призёр израильских национальных первенств, участник трёх летних Олимпийских игр.

## Биография
Евгений Краснов родился 25 мая 1970 года в Москве. Занимался лёгкой атлетикой в секции при стадионе Юных пионеров, проходил подготовку под руководством тренера Лео Розеноера.
После распада Советского Союза в 1991 году переехал на постоянное жительство в Израиль, принял израильское гражданство и стал выступать за израильскую национальную сборную под именем Дани Краснов.
В 1992 году в прыжках с шестом занял 17-е место на чемпионате Европы в помещении в Генуе. Благодаря череде удачных выступлений удостоился права защищать честь страны на летних Олимпийских играх в Барселоне — в финале показал результат 5,40 метра и расположился в итоговом протоколе соревнований на восьмой строке.
В 1993 году занял 13-е место на чемпионате мира в помещении в Торонто, выступил на чемпионате мира в Штутгарте.
В 1994 году установил свои личные рекорды в помещении и на открытом стадионе: 5,60 и 5,75 соответственно. Помимо этого, был седьмым на чемпионате Европы в помещении в Париже и на чемпионате Европы в Хельсинки.
В 1995 году стартовал на чемпионате мира в помещении в Барселоне.
В 1996 году прыгал с шестом на чемпионате Европы в помещении в Стокгольме. Принимал участие в Олимпийских играх в Атланте, где с результатом 5,60 стал в финале 11-м.
На чемпионате мира в помещении 1997 года в Париже провалил все свои попытки, не показав никакого результата, тогда как на чемпионате мира в Афинах был девятым.
В 1998 году отметился выступлением на чемпионате Европы в Будапеште.
В 1999 году занял девятое место на чемпионате мира в Севилье.
На Олимпийских играх 2000 года в Сиднее показал результат 5,55 метра, чего оказалось недостаточно для выхода в финал.
Завершил спортивную карьеру по окончании сезона 2002 года.